# Orsk (Rudna)

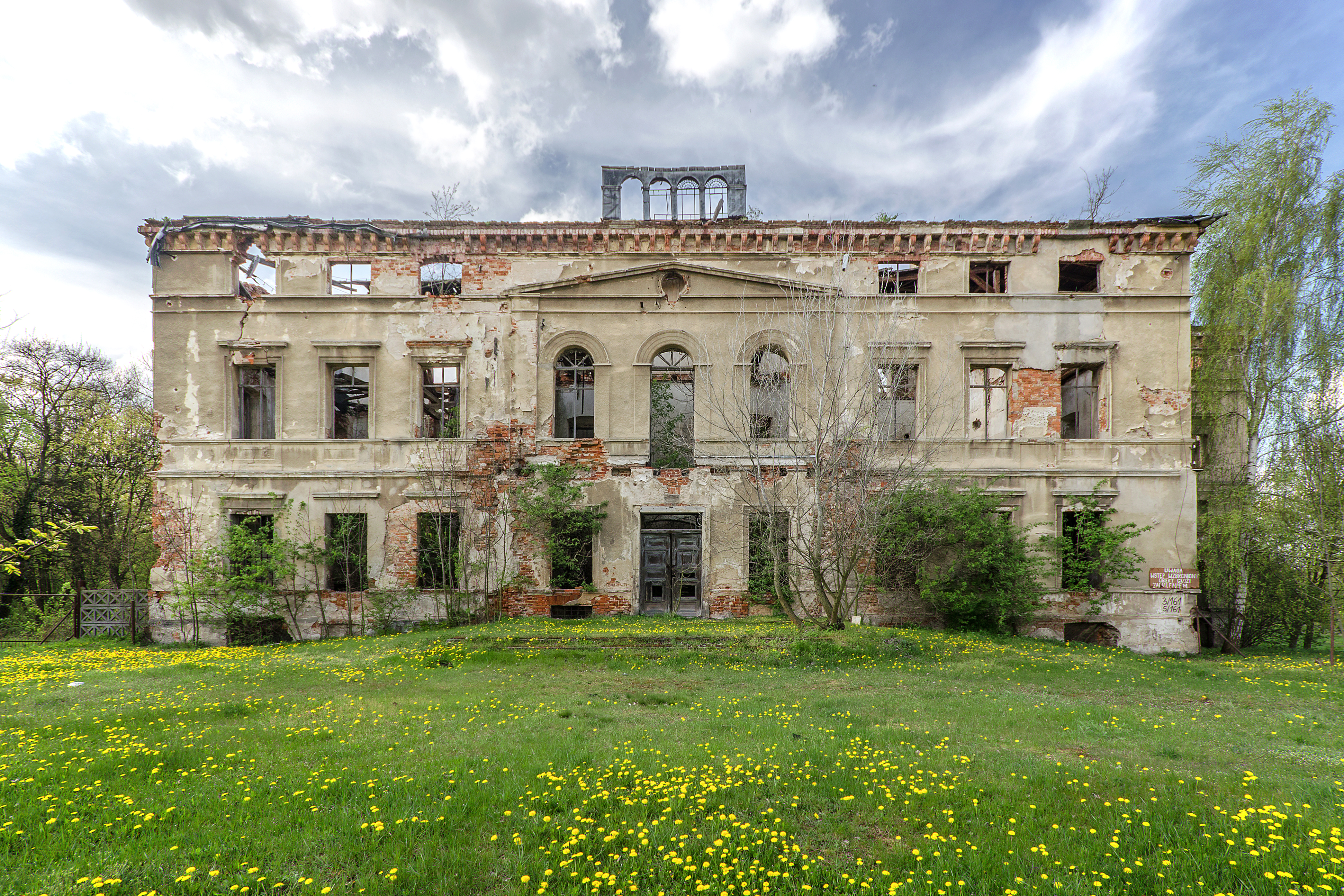
Ruine von Schloss Urschkau (polnisch: Pałac w Orsku; erbaut im Jahre 1603)

Orsk (deutsch Urschkau) ist ein Dorf mit ca. 360 Einwohnern in der Gemeinde Rudna im polnischen Powiat Lubiński der Woiwodschaft Niederschlesien.

## Geographische Lage
Orsk liegt in der Nähe der Oder, etwa 23 Kilometer nordöstlich von Lubin (deutsch Lüben) und 70 Kilometer nordwestlich von Wrocław (deutsch Breslau).

## Geschichte
Urschkau war im späten 13. Jahrhundert im Besitz der Familie von Mutschelnitz (Mocydelnitz). Im Laufe der Zeit wechselten die Besitzer des Ortes häufig; ab Anfang des 15. Jahrhunderts gehörten zu den Besitzern beispielsweise die Familien von Kanitz, von Maltzahn, von Dyhrn, von Froideville, von Rittberg und bis 1945 von Winterfeld.
In Urschkau fassten reformatorische Strömungen mehrfach Fuß. Beispielsweise wurde die Ortskirche ab 1560 reformatorisch beziehungsweise später calvinistisch genutzt; zeitweise wirkte der Bischof der polnischen Unität, Martin Gerich in Urschkau, der dort im Jahre 1657 an der Pest verstarb;; überliefert ist, dass sich im Jahre 1746 die mährischen Brüder vorübergehend im Dorf niederließen. Inwiefern Hugenotten in dem Dorf Unterschlupf fanden, ist unklar. 1745 bis 1747 betrieb der Bischof Polycarp Müller hier sein in Nieder Peilau gegründetes Pädagogium und Theologisches Seminar.
1765 war Orsk ein Dorf mit 10 „deutschen“ Bauernhöfen, 31 Gehöften und 22 Hütten. Ende des 18. Jahrhunderts wurde das Dorf durch 12 Häuser erweitert (Kolonisierung). In den Jahren 1830 bis 1845 nahm der Einfluss des Handwerks gegenüber der Landwirtschaft erheblich zu. Der Ort Urschkau, der ca. von 1742 bis 1932 zum Landkreis Steinau gehörte, war 1939 eine Gemeinde im Landkreis Wohlau des Regierungsbezirks Breslau mit 176 Haushalten und 567 Einwohnern. In den Jahren 1975 bis 1998 gehörte das Dorf administrativ zur Woiwodschaft Legnica.